# Procambridgea ourimbah
Procambridgea ourimbah är en spindelart som beskrevs av Davies 200. Procambridgea ourimbah ingår i släktet Procambridgea och familjen Stiphidiidae.
Artens utbredningsområde är New South Wales. Inga underarter finns listade i Catalogue of Life.